# 조안 러프가든
조안 러프가든(Joan Roughgarden, 1946년 3월 13일 ~ )은 미국의 트랜스여성 생태학자이자 진화생물학자이다. 성별의 진화에 대한 연구로 유명하다.